# ریاکاران (فیلم)
ریاکاران (انگلیسی: Hypocrites) یک فیلم به کارگردانی لوئیس وبر است که در سال ۱۹۱۵ منتشر شد. از بازیگران آن می‌توان به میرتل استدمان و جین دارول اشاره کرد.

## نگارخانه

تصاویری از فیلم
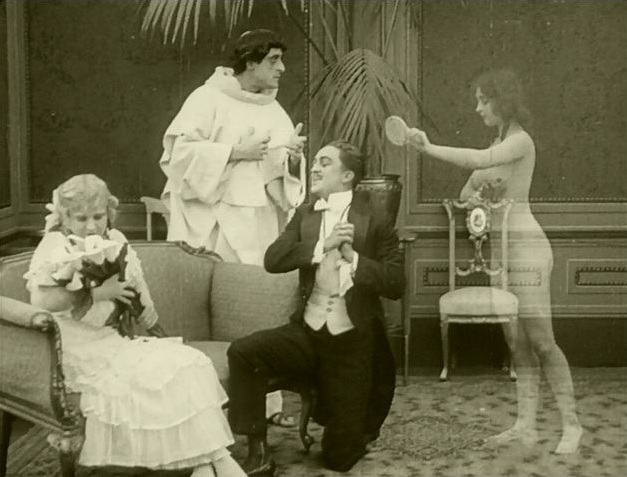
مارگارت ادواردز (راست) در نقش «حقیقت عریان»
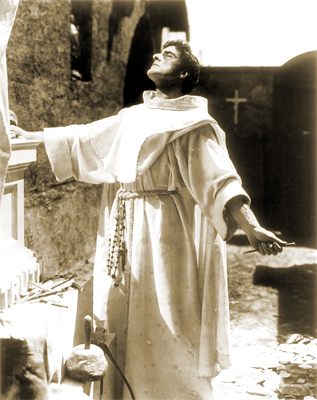
کورتنی فوت در صحنه‌ای از فیلم
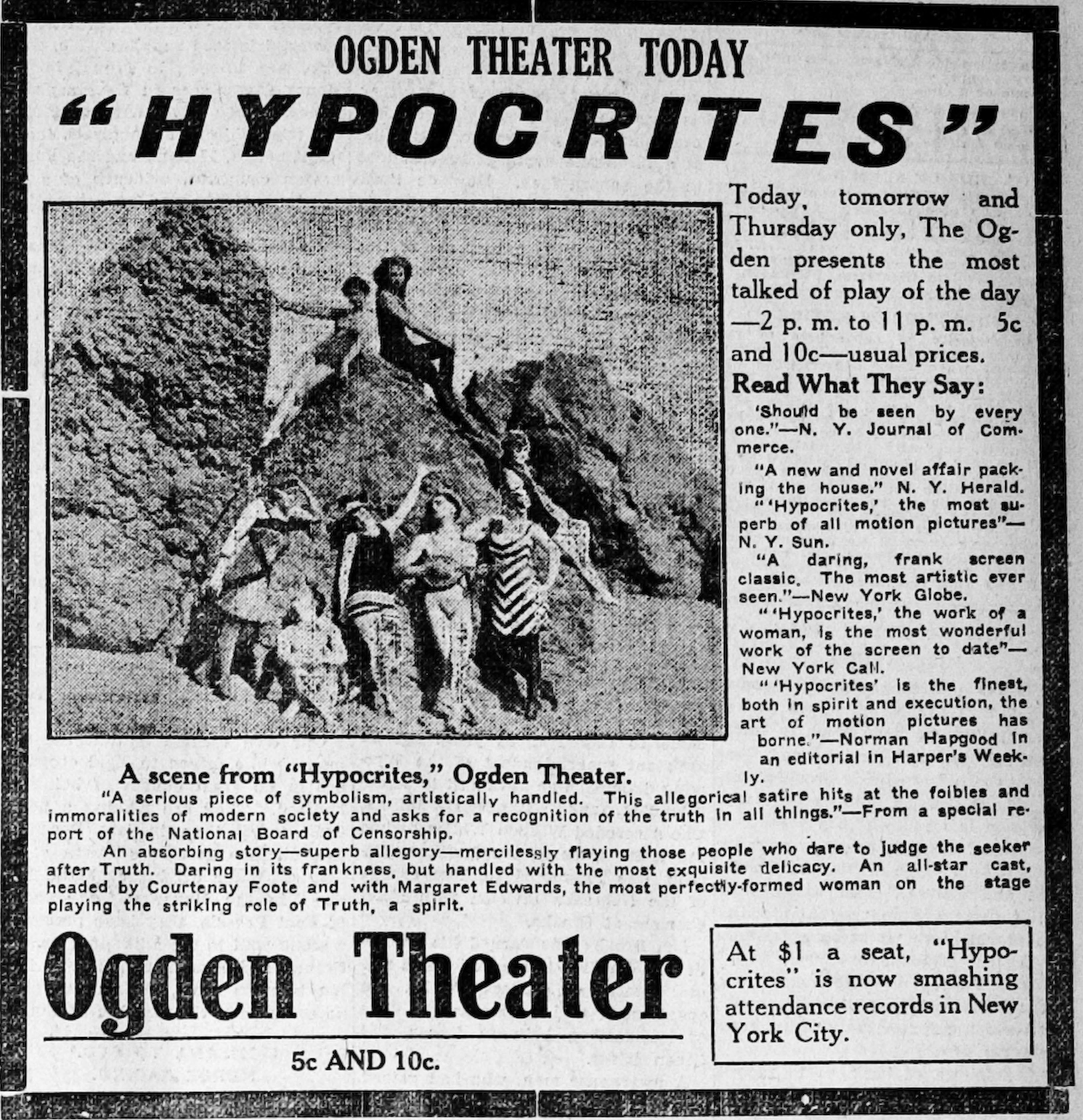
آگهی تبلیغاتی فیلم در یک روزنامه
مارگارت ادواردز و کورتنی فوت در صحنه‌ای از فیلم
مارگارت ادواردز در صحنه‌ای از فیلم
آنتریم شورت در صحنه‌ای از فیلم
جین داروِل، کورتنی فوت و میرتل استدمن در صحنه‌ای از فیلم
هربرت استندینگ در صحنه‌ای از فیلم